# Friedrich Kalkbrenner
Friedrich Wilhelm Kalkbrenner, také Frédéric Kalkbrenner, (7. listopadu 1785 během cesty mezi Kasselem a Berlínem – 10. června 1849, Enghien-les-Bains) byl německo-francouzský klavírista a hudební skladatel.

## Životopis
Po úspěšném studiu hry na klavír a kompozice na pařížské konzervatoři v letech 1799 až 1801 pokračoval v období 1803 až 1804 ve Vídni. Mezi jeho vídeňské příznivce a učitele patřili Joseph Haydn, Johann Georg Albrechtsberger a Ludwig van Beethoven.
Svoji kariéru začal jako učitel hry na klavír a pianista v Paříži; od roku 1818 pokračoval v tomtéž spolu s Logierem v Londýně. Po koncertním turné po Německu se v roce 1824 usadil v Paříži a založil zde hudební školu pro pokročilé hráče.
Kalkbrennerova metoda hry na klavír, kterou později učil i jeho žák Camille Stamaty, byl ceněna mimo jiných i Lisztem. Byl idolem Chopina, který pravděpodobně u něj absolvoval lekce a který mu později věnoval jeden z klavírních koncertů.
Byl partnerem firmy Pleyel, podílel se na vývoji konstrukce klavíru. Mezi roky 1824 až 1833 patřil k nejznámějším klavíristům světa.
Zemřel na choleru a je pochován na Montmartru.

## Dílo (výběr)
- Klavírní koncert č. 1 d-Moll op. 61 (1823)
- Klavírní koncert č. 4 As-Dur op. 127 (1835)
- Velká sonáta pro klavír v F-Dur op. 28
- Sonáta v As-Dur op. 177
- Velké trio č. 1 pro klavír, housle a violoncello v e-Moll op. 7
- Velké trio č. 2 pro klavír, housle a violoncello v As-Dur op. 14
- Třetí trio pro klavír, housle a kontrabas v B-Dur op. 26
- Čtvrté trio pro klavír, housle a violoncello v D-Dur op. 84
- Páté velké trio pro klavír, housle a violoncello v As-Dur op. 149
- Velký kvintet pro klavír, klarinet, roh, violoncello a kontrabass v a-Moll op. 81
- Velký septet op. 132
- Les Charmes de la Walse op. 73
- Polonaise brillante v B-Dur op. 55